# Acusación contra Donald Trump en Nueva York
Donald Trump, el presidente de los Estados Unidos de 2017 a 2021, fue acusado por un gran jurado de Manhattan por su presunto papel en un escándalo derivado de los pagos de dinero secreto realizados a la actriz de películas pornográficas Stormy Daniels antes de la Elecciones presidenciales de Estados Unidos de 2016. Esta es la primera vez que se acusa a un presidente de Estados Unidos. Trump enfrenta 34 cargos de falsificación de registros comerciales en primer grado. En Nueva York, la falsificación de registros comerciales es un delito menor, pero podría convertirse en un delito grave si se hace para promover otro delito.
Trump, quien reside en Florida, viajó a la ciudad de Nueva York el 3 de abril de 2023 y se entregó a la oficina del fiscal de distrito de Manhattan la tarde del 4 de abril de 2023. El proceso fue a puertas cerradas por seguridad. Inmediatamente después regresó a Florida. La próxima audiencia presencial fue fijada para el 4 de diciembre en Nueva York.
A lo largo de la investigación que condujo a la acusación, Trump hablo contra el fiscal, el demócrata Alvin Bragg, acusándolo de tener motivaciones políticas. Meses antes de ser acusado, Trump declaró que se presentaría a las elecciones presidenciales de 2024, y los cargos penales no excluyen legalmente su candidatura.
El 30 de mayo de 2024, Donald Trump fue condenado por el jurado por 34 cargos relacionados con la falsificación de registros comerciales.

## Antecedentes

### Escándalo Stormy Daniels-Donald Trump
En julio de 2006, Stormy Daniels, una actriz de cine pornográfico estadounidense, conoció a Trump en un torneo de golf de celebridades en Nevada; en ese momento, Trump era el presentador de The Apprentice y se casó con Melania Knauss el año anterior. Según Daniels, Trump la invitó a su penthouse en Harrah's Lake Tahoe y tuvo una aventura con ella, diciéndole que podía invitarla a The Apprentice. En 2011, Daniels consideró vender la historia de su aventura a la revista de celebridades Life & Style por 15 000 dólares cuando Trump comenzó a explorar una posible candidatura presidencial. Su abogado, Michael Cohen, amenazó con demandar a la publicación cuando le pidió comentarios a la Organización Trump. La agente de Daniels, Gina Rodríguez, filtraría la historia al blog de chismes "The Dirty" en octubre. La publicación fue retirada por los abogados de Trump y Daniels refutó la veracidad de la historia.
Cuando comenzó la campaña presidencial de Trump en 2016, Rodríguez se acercó a varias publicaciones, incluido el National Enquirer, e intentó vender la historia. Aunque ninguna publicación accedió a comprar la historia, el National Enquirer la compraría y publicaría después de la filtración de una cinta lasciva entre Trump y el presentador de televisión Billy Bush en octubre de 2016. El National Enquirer trató de suprimir la historia, en un esfuerzo por ayudar la campaña de Trump. En lugar de pagarle a Daniels, el editor en jefe de National Enquirer, Dylan Howard, negoció un acuerdo de confidencialidad de $130 000 con Cohen. A medida que se acercaba el día de las elecciones, Cohen intentó encontrar el dinero y retrasó repetidamente su pago. Keith Davidson, el abogado de Daniels, canceló el trato en octubre de 2016. Al darse cuenta de que su trabajo para encubrir la historia podría revelarse, Cohen sacó el dinero de su línea de crédito con garantía hipotecaria y lo envió a través de una empresa ficticia constituida en Delaware.
Trump inicialmente negó saber sobre el cheque hecho a nombre de Daniels. En abril de 2018, a bordo del Air Force One, le dijo a un periodista que no sabía de dónde había sacado Cohen el dinero. Rudy Giuliani, un abogado de Trump, luego refutó estas afirmaciones y afirmó que Trump estaba al tanto de los pagos en una entrevista de Fox News. Trump emitió varios cheques por un total de $420 000 a nombre de Cohen. Los cheques le reembolsaron el acuerdo de no divulgación, así como también cubrieron los costos de Cohen para manipular las encuestas en línea para mejorar el estatus de Trump. Los $180 000 pagados a Cohen luego se duplicaron para compensar los impuestos y se agregaron $60 000 adicionales. Estos pagos se realizaron a lo largo de 2017, durante el primer año de la presidencia de Trump.
En enero de 2018, The Wall Street Journal informó sobre el pago de Cohen. Cohen se declaró culpable de ocho cargos penales relacionados con el pago, así como un pago realizado a la modelo de Playboy Karen McDougal, en agosto. En su admisión de culpabilidad, Cohen implicó a Trump, afirmando que actuó "bajo la dirección de un candidato a un cargo federal". En diciembre de 2018, Cohen fue sentenciado a tres años de prisión.

### Investigación del gran jurado de Manhattan
Tras la admisión de culpabilidad de Cohen, Cyrus Vance Jr., el fiscal de distrito de Manhattan, abrió una investigación contra la Organización Trump y dos de sus ejecutivos. La oficina detuvo su investigación cuando los fiscales federales comenzaron una investigación separada sobre los pagos. En julio de 2019, los fiscales federales declararon que habían concluido su investigación sobre Trump y señalaron que no sería acusado. La oficina del fiscal de distrito de Manhattan luego emitió una citación para la Organización Trump en agosto, en busca de documentos relacionados con los pagos. Además, la oficina citó a la firma de contabilidad Mazars USA, exigiendo ocho años de declaraciones de impuestos corporativos de Trump. Los abogados de Trump demandaron a Vance para bloquear la citación, citando la inmunidad de Trump frente a investigaciones penales como presidente de los Estados Unidos; en Trump v. Vance, la Corte Suprema falló 7-2 a favor de Vance, permitiendo que continuara la citación.
En diciembre de 2020, los fiscales de Manhattan comenzaron a intensificar su investigación, investigando a los empleados de Deutsche Bank y la corredora de seguros Aon. La Corte Suprema dictaminó una vez más en febrero de 2021 que la oficina del fiscal de distrito de Manhattan podía obtener los registros fiscales de Trump y obtuvo estos registros luego del fallo de la Corte Suprema. La oficina del fiscal de distrito de Manhattan comenzó a centrar su atención en Allen Weisselberg, el director financiero (CFO) de la Organización Trump, y en julio acusó a la Organización Trump de administrar un ardid fiscal. Después de la elección del fiscal de distrito del condado de Nueva York de 2021, el demócrata Alvin Bragg sucedió a Vance como fiscal de distrito de Manhattan. En febrero de 2022, Mark Pomerantz y Carey Dunne, los dos fiscales contratados por Bragg para dirigir la investigación, renunciaron y afirmaron que Bragg no estaba presentando cargos contra Trump con la suficiente agresividad. Bragg continuó la investigación a lo largo de 2022, y se movió para continuar con la investigación de dinero secreto sobre Trump.
En enero de 2023, la oficina del fiscal de distrito de Manhattan reunió a un gran jurado de 23 personas y comenzó a presentar las supuestas pruebas del papel de Trump en el pago de Stormy Daniels. El gran jurado había estado escuchando pruebas durante dos meses antes de la acusación, y normalmente se reunía los lunes y miércoles. En marzo de 2023, los fiscales señalaron que era probable que se presentara una acusación y el 18 de marzo de 2023, Trump afirmó que iba a ser arrestado la semana siguiente y convocó protestas en previsión de una posible acusación. La policía de la ciudad de Nueva York comenzó a aumentar la seguridad en preparación para la acusación prevista para el 21 de marzo y una segunda vez para la segunda acusación prevista para el 30 de marzo. Se instalaron barreras de metal alrededor de la Torre Trump y el edificio del Tribunal Penal del distrito. El 30 de marzo, antes de que el gran jurado votara para acusar, un testigo no identificado les testificó durante aproximadamente 30 minutos.

### Declaraciones previas a la acusación
El 18 de marzo, Trump escribió en Truth Social que sería arrestado el 21 de marzo y convocó a protestas para "¡RECUPERAR NUESTRA NACIÓN!" La revista Time informó que partidarios destacados y grupos de extrema derecha que respondieron a su llamado en el ataque al Capitolio de los Estados Unidos el 6 de enero se mostraron reacios. El Club de Jóvenes Republicanos de Nueva York realizó una manifestación pacífica el 20 de marzo.
El 22 de marzo, se hizo una publicación en la cuenta Truth Social de Trump con dos imágenes una al lado de la otra; una imagen mostraba a Trump con un bate de béisbol y la otra imagen mostraba al fiscal Alvin Bragg. La publicación finalmente se eliminó, y Trump explicó en una entrevista que la publicación compartía un artículo del National File, un blog de derecha, que tenía esas imágenes una al lado de la otra, razón por la cual las imágenes aparecían en su publicación Truth Social.
El 23 de marzo, Trump escribió en Truth Social que "la posible muerte y destrucción en una acusación tan falsa [de sí mismo] podría ser catastrófica" para Estados Unidos, y que solo un "psicópata degenerado" que odia a Estados Unidos lo acusaría.
Según los informes, el momento de la acusación del 30 de marzo sorprendió a Trump y su equipo, quienes se enteraron por las noticias. Sus abogados creían que aún faltaban semanas y esperaban que la oficina del fiscal de distrito les informara directamente.

## Acusación

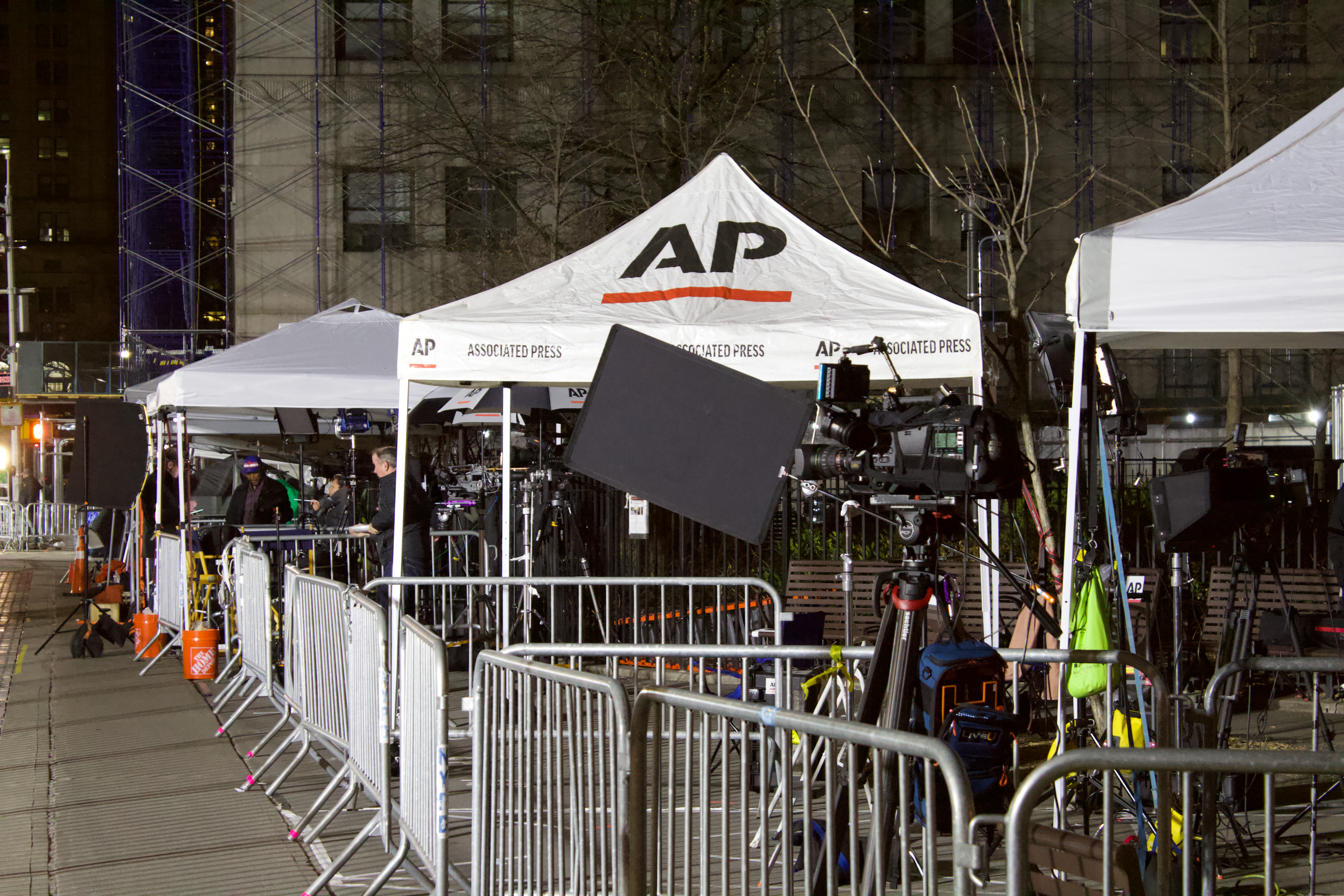
Carpas de medios de comunicación con equipos de cámara fuera del juzgado la noche del 3 de abril para el día siguiente.

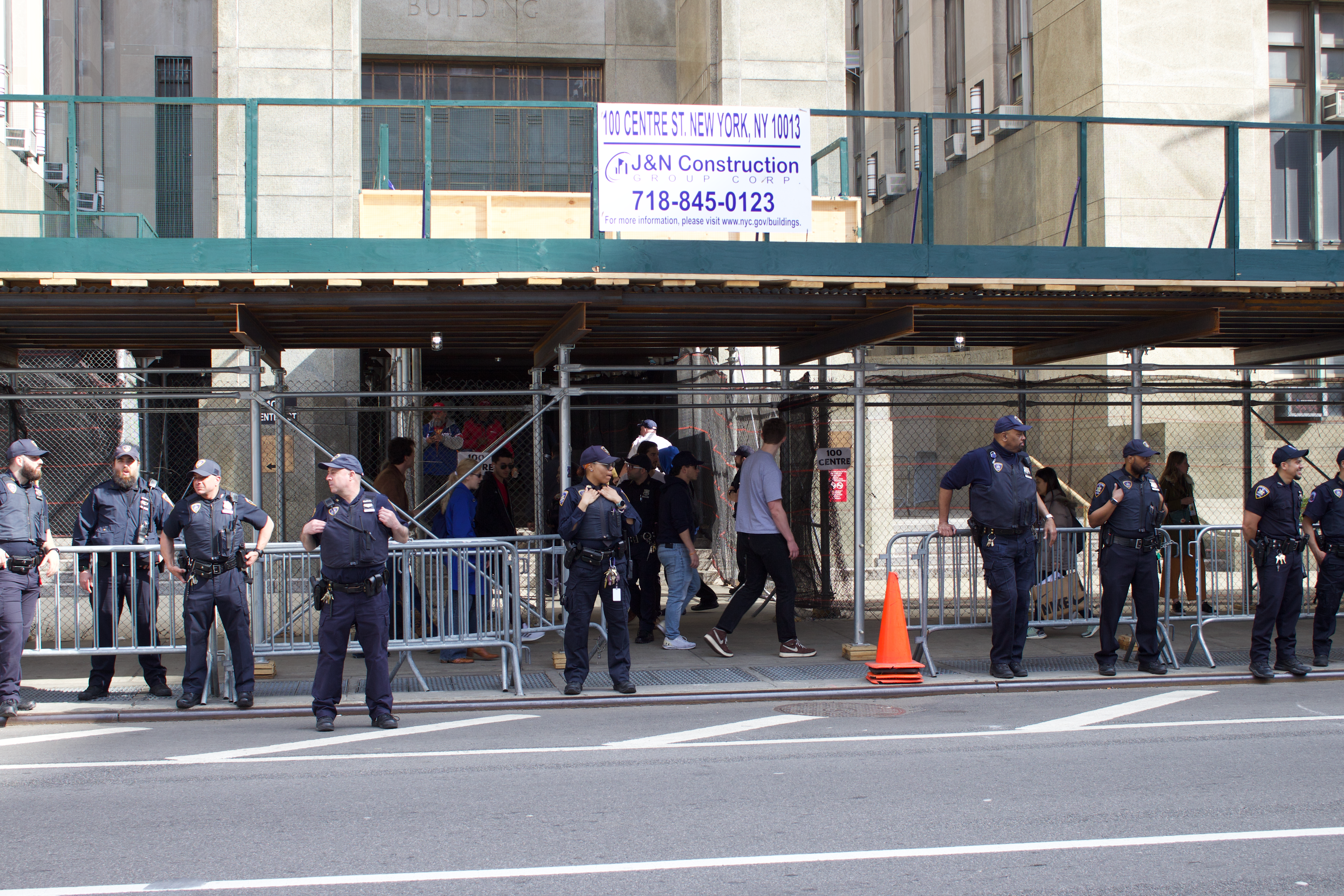
La policía fuera del edificio de justicia que alberga los tribunales penales de la ciudad y del estado del condado de Nueva York.

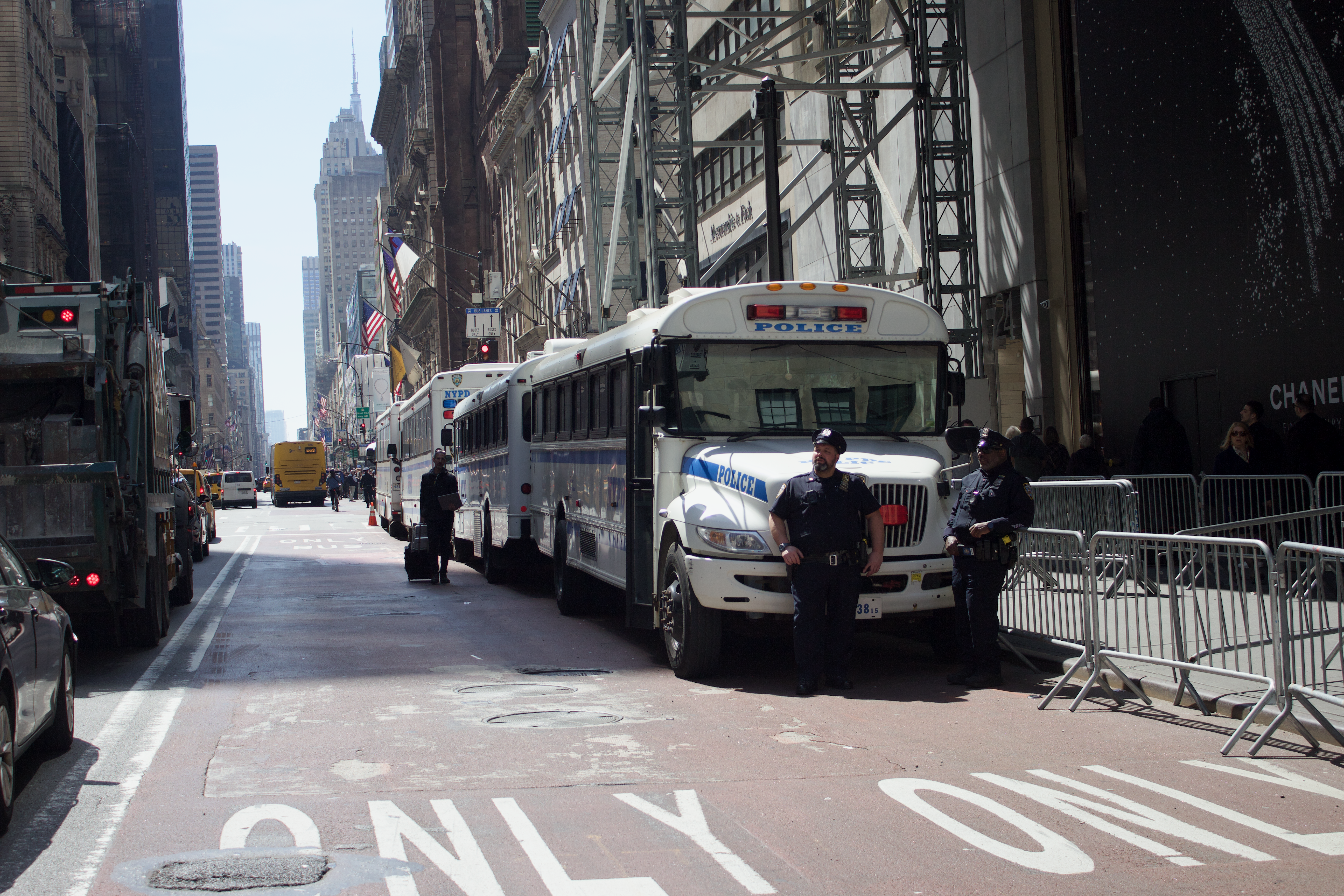
Autobuses escolares convertidos al uso de la policía de Nueva York para bloquear el lado opuesto de la calle de la entrada de la Torre Trump.

El gran jurado de Manhattan votó para acusar a Trump el 30 de marzo. La acusación fue presentada ante la Corte Suprema de Nueva York (que es la corte ordinaria de primera instancia en el estado de Nueva York y no la última corte de apelaciones del estado) al final del día hábil del 30 de marzo. Los cargos fueron sellados hasta que se publicaron cuando Trump fue procesado en el Tribunal Penal de Manhattan. El juez interino de la Corte Suprema de Nueva York, Juan Merchan, presidió el caso. El 4 de abril de 2023, Trump asistió a una audiencia de declaración de culpabilidad y se declaró "no culpable" de todos los cargos, lo que significa que podría ir a juicio. Si es declarado culpable por cualquier medio, sería condenado.
Los cargos están relacionados con el presunto pago de Trump a Stormy Daniels con "dinero secreto", lo que podría considerarse una violación de las reglas de financiación de campañas según la ley federal ya que eso ayudó a su candidatura electoral. El pago figuraba en sus registros comerciales como un "gasto legal" pagado a Michael Cohen, mientras que la acusación formal alega que los pagos a Cohen eran en realidad para reembolsar a Cohen por el pago anterior supuestamente ilícito a Daniels. La falsificación de registros comerciales es un delito menor según la ley del estado de Nueva York y puede ser un delito grave si se comete para encubrir otro delito. Esto requiere que la fiscalía vincule un delito cometido bajo la ley estatal con uno cometido bajo la ley federal.
El 3 de abril, Trump voló desde West Palm Beach, Florida, al aeropuerto LaGuardia en su avión privado y llevó su caravana a la Torre Trump, donde pasó la noche. Además, también contrató a un abogado que anteriormente defendió a Paul Manafort durante su juicio por fraude en 2016 y ahora dejó su firma de abogados para ayudar en la representación. La policía aumentó la seguridad en Manhattan y sus alrededores antes de la lectura de cargos; aunque las autoridades dijeron que no hubo amenazas creíbles de violencia. Eric Adams, alcalde de la ciudad de Nueva York, advirtió a los manifestantes que fueran pacíficos. El juez Merchan dictaminó que no habría cámaras de televisión dentro de la sala del tribunal, permitiendo solo cinco fotógrafos, y las puertas de vidrio de la sala del tribunal fueron cubiertas.
No se esperaba que la policía le tomara una foto policial. El propósito habitual de una foto policial es ayudar al público a identificar a un presunto criminal si huye. Esto no fue aplicable para Trump, quien ya era ampliamente reconocible. Los funcionarios no quisieron arriesgarse a que se filtrara una foto policial, ya que tendrían que investigar la filtración como un delito. Tampoco se esperaba que Trump fuera esposado. Al ingresar al juzgado de Manhattan el 4 de abril de 2023, Trump fue puesto bajo custodia policial y arrestado. Sin embargo, no lo esposaron, ni lo sometieron a una fotografía policial ni lo llevaron a una celda. Trump ingresó a la sala del tribunal una hora después, declarándose inocente de 34 cargos por delitos graves. La acusación fue revelada y publicada poco después, alegando que Trump presuntamente había cometido 34 cargos de falsificación de registros comerciales en primer grado como parte de una "conspiración para socavar la integridad de las elecciones de 2016".

## Juicio
En la lectura de cargos del 4 de abril, Merchan advirtió a los involucrados de no hacer comentarios peligrosos. Fijó la próxima audiencia presencial para el 4 de diciembre en Nueva York. No se garantiza un juicio, pero se espera. Los fiscales planean llamar a Daniels como testigo.
Si Trump es condenado, cada cargo podría resultar en una sentencia de prisión de hasta cuatro años, que se cumplirán consecutivamente. El juez también podía optar por no imponer ninguna pena de prisión.

## Comentarios y respuestas

### Opinión pública
Después de la acusación, una encuesta de ABC News/Ipsos realizada del 31 de marzo al 1 de abril mostraba que una pluralidad de estadounidenses creía que se debería acusar a Trump: el 45% de los votantes creía que se debería acusar a Trump, el 32% creía que no y el 23% dijo no saber. La encuesta estuvo dividida entre líneas partidarias, con el 88% de los demócratas y el 16% de los republicanos creyendo que se debería acusar a Trump. Una encuesta de CNN realizada del 31 de marzo al 1 de abril encontró que el 60% de los estadounidenses aprobaba la acusación, pero que el 76% de los estadounidenses estaba de acuerdo en que tenía motivaciones políticas.

### Donald Trump
Donald Trump atribuyó su acusación a una persecución política e interferencia electoral, entre otras cosas. Envió correos electrónicos a sus simpatizantes pidiendo donaciones para "defender nuestro movimiento de la interminable caza de brujas" y escribió que las donaciones tendrían un "impacto del 1500%". La campaña de Trump de 2024 declaró que recibió más de $4 millones en donaciones en las 24 horas posteriores al anuncio de la acusación.
El día después de que Trump fuera acusado, criticó a Juan Merchan, el juez de la Corte Suprema de Nueva York que se encargará de supervisar el caso. Escribió que Merchan lo odia y trató a sus empresas con saña en otro caso, y al director financiero de la Organización Trump "fuertemente armado", Allen Weisselberg, para que aceptara un acuerdo de culpabilidad, aunque Weisselberg ya había llegado a un acuerdo con los fiscales y sus propios abogados, y Merchan solo lo aprobó. Trump afirmó que Merchan había sido "elegido por dedazo de Bragg y los fiscales". El New York Daily News informó que Merchan fue asignado al caso al azar y que los fiscales no tienen capacidad de elección.

### Republicanos
Los republicanos del Congreso generalmente condenaron la acusación como sin precedentes y denunciaron la utilización de la justicia como arma. Algunos alegaron que la acusación constituía una interferencia electoral, ya que Trump era un candidato anunciado en las elecciones presidenciales de noviembre de 2024. Kevin McCarthy, presidente de la Cámara de Representantes, tuiteó: "Alvin Bragg ha dañado irreparablemente a nuestro país en un intento de interferir en nuestras elecciones presidenciales. Mientras libera de manera rutinaria a criminales violentos para aterrorizar al público, usó nuestro sagrado sistema de justicia como arma contra el presidente Donald Trump. El pueblo estadounidense no tolerará esta injusticia, y la Cámara de Representantes pedirá cuentas a Alvin Bragg y su abuso de poder sin precedentes". Cuando Fox News entrevistó al senador Lindsey Graham, hizo una súplica aparentemente entre lágrimas a los espectadores de que "necesitan ayudar a este hombre, Donald J. Trump. Están tratando de secarlo [...] Ir a DonaldJTrump.com y dar dinero para que se defienda".

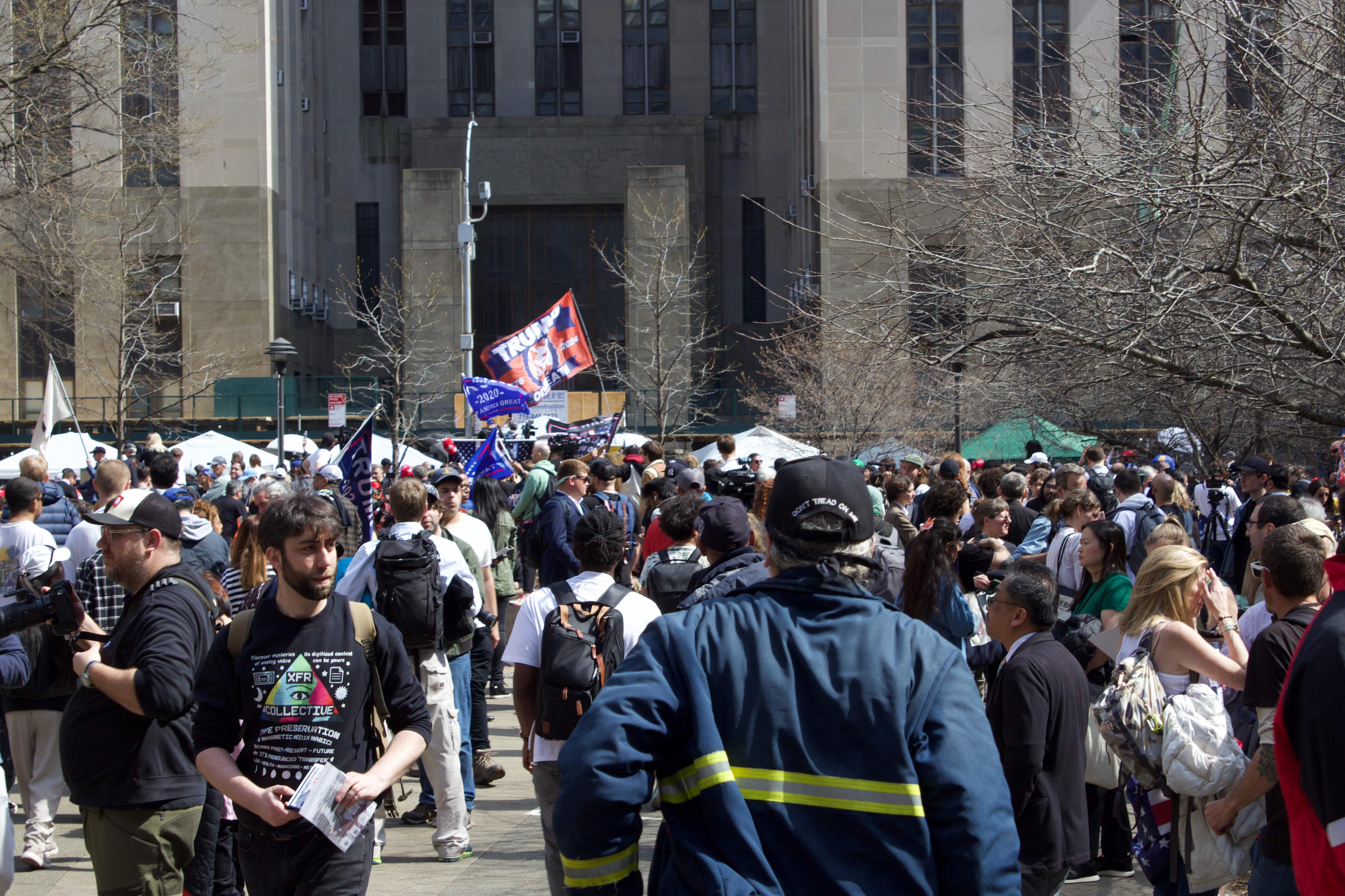
Partidarios de Trump en Collect Pond, frente al edificio de justicia.

El presidente del Comité Judicial de la Cámara de Representantes, Jim Jordan, el presidente del Comité de Supervisión de la Cámara de Representantes, James Comer, y el presidente del Comité de Administración de la Cámara de Representantes, Bryan Steil, enviaron rápidamente a Bragg una carta pidiéndole que testifique ante sus comités y proporcione comunicaciones, documentos y testimonios sobre la investigación, afirmando que la acusación fue un "abuso sin precedentes de la autoridad fiscal". Más tarde le dijeron a Bragg que podrían considerar una legislación "para proteger a los presidentes anteriores y/o actuales de enjuiciamientos por motivos políticos por parte de funcionarios estatales y locales". La oficina de Bragg respondió que las solicitudes eran una "incursión ilegal en la soberanía de Nueva York", y señaló que dicha información sobre las investigaciones en curso era confidencial según la ley estatal. Jordan en febrero de 2023 recibió una solicitud privada del abogado de Trump, Joe Tacopina, para investigar a Bragg por sus acciones contra Trump, informaron The New York Times y CNN. La representante Elise Stefanik, presidenta de la Conferencia Republicana de la Cámara, ha estado informando a Trump sobre el trabajo del comité de republicanos de la Cámara, incluidos los planes de los comités de la Cámara para responder a Bragg, informó CNN el 28 de marzo. La representante Marjorie Taylor Greene, miembro del Comité de Supervisión de la Cámara, reconoció haber informado a Trump de "todo lo que estamos haciendo ... Parece muy conectado en todo momento. A veces me sorprende cómo sabe todas estas cosas".
Muchos de los rivales políticos de Trump, como el empresario Vivek Ramaswamy y la exgobernadora de Carolina del Sur Nikki Haley, quienes también se postulan para la nominación presidencial, expresaron su oposición a la acusación. El exgobernador de Arkansas y posible contendiente a la presidencia, Asa Hutchinson, abogó por apoyar el proceso legal, pero también dijo que esperaba que los votantes aún pudieran decidir por sí mismos si Trump debería ser elegido para presidente. Además, afirmó que Trump debería hacerse a un lado de la nominación presidencial y calificó la acusación como una "distracción". El exvicepresidente Mike Pence calificó la acusación de ultraje y de "procesamiento político". Ron DeSantis, el gobernador de Florida, el estado en el que reside Trump, ha dicho que el estado de Florida no ayudará con ninguna extradición de Trump a Nueva York. La Corte Suprema de los Estados Unidos dictaminó previamente en Puerto Rico v. Branstad (1987) que los gobernadores no pueden rechazar las solicitudes de extradición de otros estados, con base en el Artículo IV de la Constitución de los Estados Unidos, y que los tribunales federales pueden hacer cumplir dicha extradición si es necesario.

### Demócratas
El representante Adam Schiff tuiteó: "La acusación de un expresidente no tiene precedentes. Pero también lo es la conducta ilegal en la que se ha involucrado Trump". Schiff se desempeñó como fiscal principal de juicio político durante el primer juicio político de Trump. La administración de Biden dijo que no participaría en la discusión pública. Los demócratas han presentado la acusación como que Trump debe rendir cuentas ante la ley.
El representante demócrata Jamaal Bowman agredió verbalmente y gritó "¡Fuera de aquí!" a la representante republicana Marjorie Taylor Greene por apoyar a Trump durante una protesta en la ciudad de Nueva York contra la acusación.

### Comentario y análisis de medios
Los presentadores actuales y anteriores de Fox News, incluidos Sean Hannity, Glenn Beck y Tucker Carlson, expresaron su indignación y preocupación por la acusación. David Smith, de The Guardian, señaló que Trump ha "sido experto en dar la vuelta a las acusaciones y hacerse la víctima", y que sus tácticas funcionarán.
Edward Luce, del Financial Times (FT), expresó su decepción porque la acusación llegó antes de la conclusión de la investigación del fiscal especial Smith, y describió la acusación como un tecnicismo legal que no es tan serio ni tan "fácil de intuir" como las acusaciones sobre presunta sedición e intentos de revocar las elecciones presidenciales de 2020. El profesor de derecho Richard Hasen describió las investigaciones federales en curso sobre Trump como "mucho más sólidas tanto legal como objetivamente" que este caso.
Si bien la acusación se ha publicado, no revela la "teoría legal específica" del fiscal del distrito detrás del caso; por ejemplo, no es específico sobre "cómo cada uno de los cargos se elevó a un delito grave", ni "especifica los posibles delitos subyacentes". Si bien la ley no requiere tal especificidad, el abogado Ken White y el profesor de derecho Richard Klein han comentado que esto dificulta la evaluación de los méritos legales del caso.
Joshua Chaffin del FT, refiriéndose a la combinación de la ley estatal y la ley federal utilizada para llegar a la designación de delito grave, cita a Karen Friedman Agnifilo, exmiembro del personal del fiscal de distrito de Manhattan, diciendo que "no se probó legalmente" pero que es un "caso importante para llevar", y cita a otro exmiembro del personal del DA que lo llamó "un tiro al banco". Chaffin dice que los escépticos podrían comparar el caso con uno similar que involucró al candidato presidencial John Edwards, quien obtuvo un juicio nulo después de argumentar que sus pagos no estaban destinados a influir en las elecciones, sino a proteger a su esposa moribunda.

### Desinformación y teorías

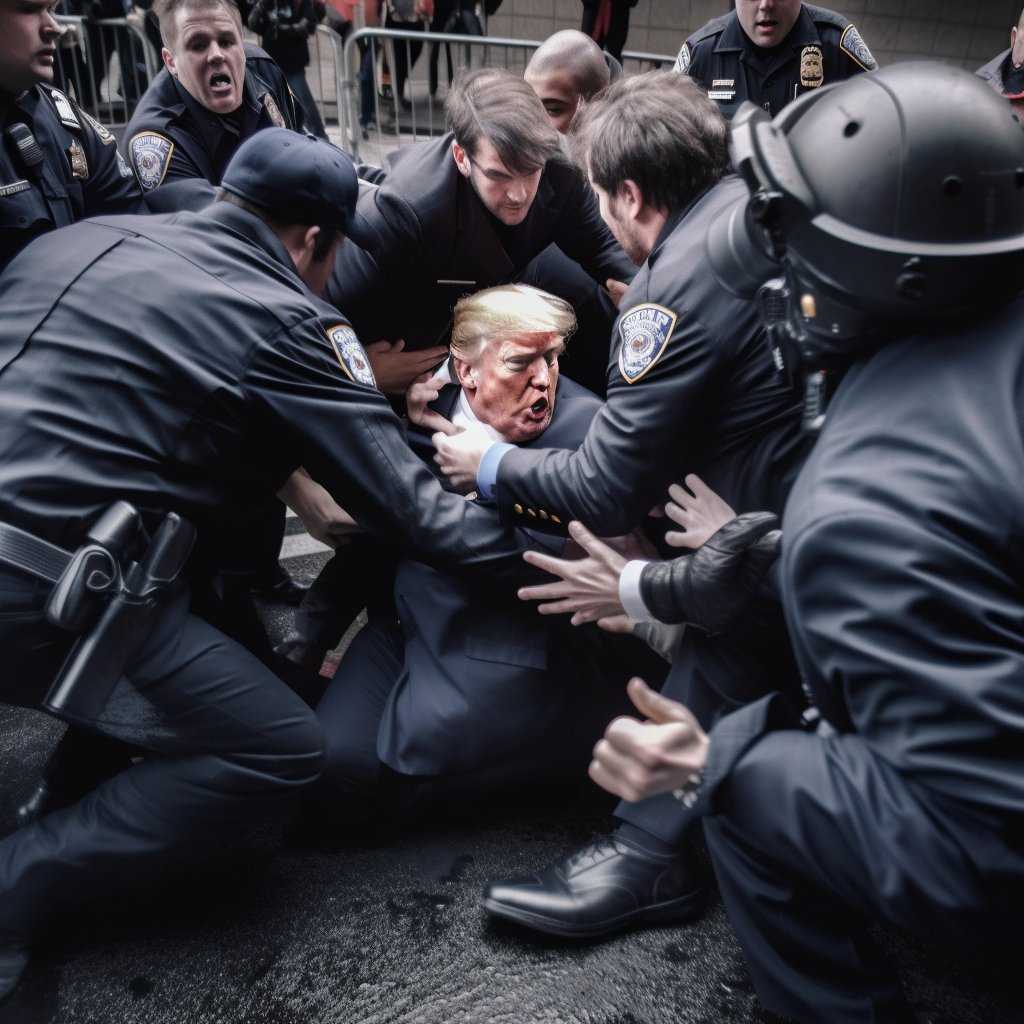
Una imagen generada por inteligencia artificial de un ficticio arresto de Trump.

Antes de la acusación de Trump, el fundador de Bellingcat, Eliot Higgins, creó en broma una imagen generada por IA de Trump siendo arrestado usando Midjourney. Higgins fue claro en que las imágenes eran ficticias y no buscó distribuirlas ampliamente. Sin embargo, algunos usuarios de las redes sociales difundieron las imágenes sin aclarar su origen.
Una vez que se dictó la acusación, las cuentas de QAnon en Telegram comenzaron a publicar sobre "confiar en el plan" y cómo "la tormenta está sobre nosotros", haciendo referencia a las teorías de conspiración que rodean al 'Estado profundo'. Se difundieron teorías que intentaron crear conexiones entre George Soros y Alvin Bragg esta idea fue comentada por Trump, DeSantis, el senador J. D. Vance, el senador Ron Johnson, el gobernador de Texas Greg Abbott, la representante Anna Paulina Luna y el representante Paul Gosar, llamaron a Bragg un "fiscal de Soros". Aunque Soros hizo una donación al grupo de reforma de la justicia penal Color of Change, que contribuyó a la campaña de Bragg, Soros es solo uno de muchos de esos donantes y no tuvo contacto con Bragg. Las amenazas también se dirigieron a los dos, y algunos en la plataforma de redes sociales de Trump, Truth Social, pidieron una defensa armada de Mar-a-Lago, aunque se ha dicho que no existe un esfuerzo coordinado real.